# Premiata Forneria Marconi
Pour les articles homonymes, voir PFM.
Premiata Forneria Marconi (PFM) est un groupe de rock progressif italien. Leurs débuts remontent à 1972 avec l'album Storia di un minuto. Un des leaders du mouvement progressif des années 1970 en Europe continentale (Eurock), PFM est aussi le groupe rock italien qui a connu le plus grand succès à l'international, notamment en Angleterre, aux États-Unis, au Japon et au Canada.

## Biographie

### Origines (1966–1970)
Franco Mussida, Franz Di Cioccio, Flavio Premoli et Giorgio Piazza forment ensemble un groupe, au milieu des années 1960, accompagnant divers chanteurs pop, rock et folk italiens. Des grands noms de l'époque, tels que Lucio Battisti, Mina, Adriano Celentano, auront l'occasion de chanter tout en étant accompagnés de musiciens de qualité. Le groupe apparait ainsi sur plusieurs enregistrements de ces artistes, tout en parvenant à s'établir rapidement sur le circuit rock et pop des années 1960. 
Puis en 1968, ils forment le groupe I Quelli, qui sortira un album et quelques singles à succès. Comme beaucoup de groupes de cette époque, ils font des versions italiennes de chansons déjà connues, telles que Dici (Dizzy de Tommy Roe), Lacrime e pioggia (Rain and Tears de Aphrodite's Child), Tornare Bambino (Hole in My Shoe de Traffic), Hush de Joe South et bien sûr l'inoubliable La bambolina che fa no no no (La Poupée qui fait non de Michel Polnareff) ou encore Per vivere Insieme (Happy Together des Turtles). Puis vers le début des années 1970, le groupe cherche autre chose et met fin à l'aventure I Quelli pour devenir PFM. C'est alors qu'une rencontre va être déterminante pour ses membres.

### Débuts et succès (1970–1975)

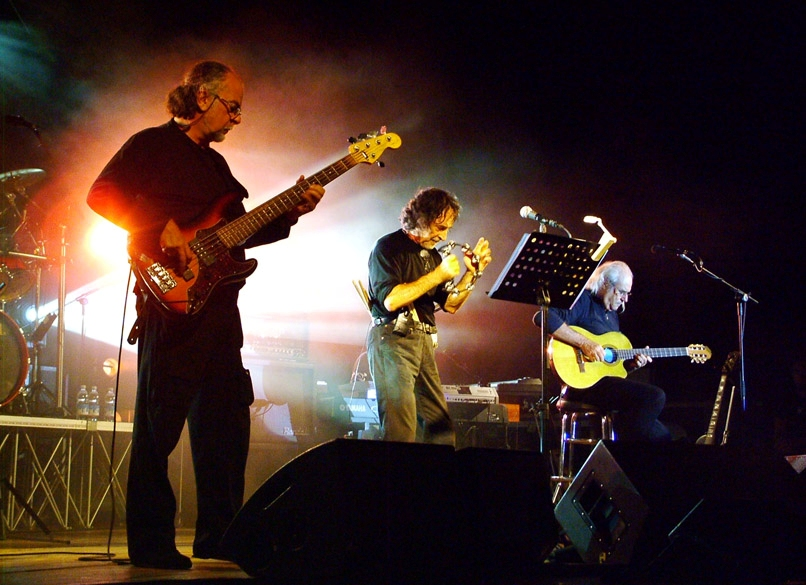
Premiata Forneria Marconi sur scène en août 2007.

Premiata Forneria Marconi voit officiellement le jour en 1970 après la rencontre avec Mauro Pagani du groupe Dalton, ce dernier aide alors le groupe à grandir leur son en y incluant un violon et une flûte. Dès cette époque, ils étaient déjà des musiciens accomplis de grande classe, facilement capables de jouer des pièces plus structurées proches du progressif, tels ces groupes britanniques qui les inspiraient tant, Genesis, Gentle Giant et Yes.
Au début du rock progressif, l'Italie a su inventer un sous-courant qui lui est propre, tout comme l'ont été l'école de Canterbury en Angleterre, le Zeuhl en France ou le krautrock en Allemagne. Les groupes majeurs de ce mouvement sont : Locanda delle Fate, Banco del Mutuo Soccorso, Le Orme, New Trolls, Metamorfosi, Il Balletto di Bronzo, etc. PFM s'inscrit directement dans ce courant artistique, mais en y ajoutant des influences diverses, notamment de certains groupes progressifs anglais. À cet égard, on a dit de leur musique qu'elle s'inspirait du King Crimson des débuts ou encore de Genesis, mais le groupe a dès les tout débuts rapidement transcendé ses influences et développé son style propre. Une certaine sensibilité méditerranéenne distingue PFM de la plupart des groupes progressifs de l'époque.
Après leur troisième album L'isola di niente sort en 1974, le groupe attire l'attention de Greg Lake du trio Emerson, Lake and Palmer alors qu'ils sont en tournée en Italie. Après leur avoir signé un contrat sur le label du trio Manticore, PFM sort leur premier album en anglais, Photos of Ghosts en 1973, qui sera distribué en Europe, au Japon et en Amérique du Nord. De nouveaux textes plutôt que de simples traductions sont écrits par le parolier Peter Sinfield de King Crimson, qui a produit cet album.
La formation originale est composée de Franco Mussida (guitare et chant), Franz di Cioccio (batterie et chant), Flavio Premoli (claviers et chant), Mauro Pagani (violon, trompette, flûte et chant), et Giorgio Piazza (basse). En 1974, Piazza cèdera sa place à Patrick Djivas, ex-membre de la formation de jazz-rock Area. En 1975, Bernardo Lanzetti, ex-membre de Acqua Fragile, se joint à la formation comme chanteur soliste, le groupe étant à la recherche d'un chanteur capable de chanter aussi bien en anglais qu'en italien. Parait alors "Chocolate Kings", le dernier opus purement "progressif" du groupe, et certainement un des plus intenses, complexes et achevés de la discographie du groupe. Malheureusement l'album est boudé aux États-Unis, à cause de certaines positions politiques prises par les membres du band. 
Fatigué des voyages, Pagani quitte le groupe après Chocolate Kings, et sera remplacé, le temps de l'album d'influence plus jazz "Jet Lag", par Gregory Bloch. Ensuite, Lucio Fabbri, musicien de studio très réputé, deviendra le violoniste attitré de PFM même si sur scène il peut parfois être remplacé du fait de son emploi du temps de producteur et de musicien.
La musique de PFM peut être décrite comme très élaborée et sophistiquée, lyrique, délicate, élégante, avec des arrangements très recherchés et des revirements souvent imprévisibles, surtout au sein des albums du début. Si les musiciens du groupe démontrent dès le départ, une grande maîtrise technique de leurs instruments. Ils se démarquent aussi par la qualité de leurs compositions, par des rythmes et des mélodies recherchés, et des éléments lyriques très réussis. Influences classiques, jazz et rock se mélangent dans un tout original, parfaitement cohérent et très réussi, qui sera la marque de commerce de PFM au sein du mouvement progressif.
Généralement, les amateurs de PFM s'entendent sur le fait que les meilleurs albums de la formation sont ceux du début, jusqu'à Chocolate Kings en 1975. Storia di un minuto, Per un amico, Photos of Ghosts, L'isola di niente, The World Became the World, Cook et Chocolate Kings sont en effet, et à juste titre, considérés comme des classiques du répertoire progressif.  Fait à noter, les albums Photos of Ghosts et The World Became the World sont des adaptations en langue anglaise des albums Per un Amico et L'isola di niente, avec des variations plus ou moins importantes par rapport aux albums originaux.
La formation s'est en outre fait remarquer par ses prestations live énergiques et de très haut niveau, où virtuosité et improvisations sont invariablement au rendez-vous. À cet égard, la longue pièce instrumentale Alta loma 5 till 9, sur l'album live Cook, illustre très bien les sommets que peut atteindre PFM en spectacle.

### Nouveau virage (1976–1984)
Lanzetti quittera pour sa part après Passpartu, album à partir duquel la musique de la formation prendra un virage plus populaire. En 1978 parait "Suonare Suonare"; en 1981 "Come ti va in riva alla città"; en 1982, l'album live "Performance" (2 LP); EN 1984, "PFM ? PFM !"; et en 1987, "Miss Baker". Bien que non dénués de qualités, ces albums appartiennent à une période moins "glorieuse" de la vie du groupe, et peu de leurs pièces sont aujourd'hui jouées en spectacle (à l'exception notable de "Maestro della voce", qui appartient au cœur du répertoire de PFM).

### Retour (1985–2009)

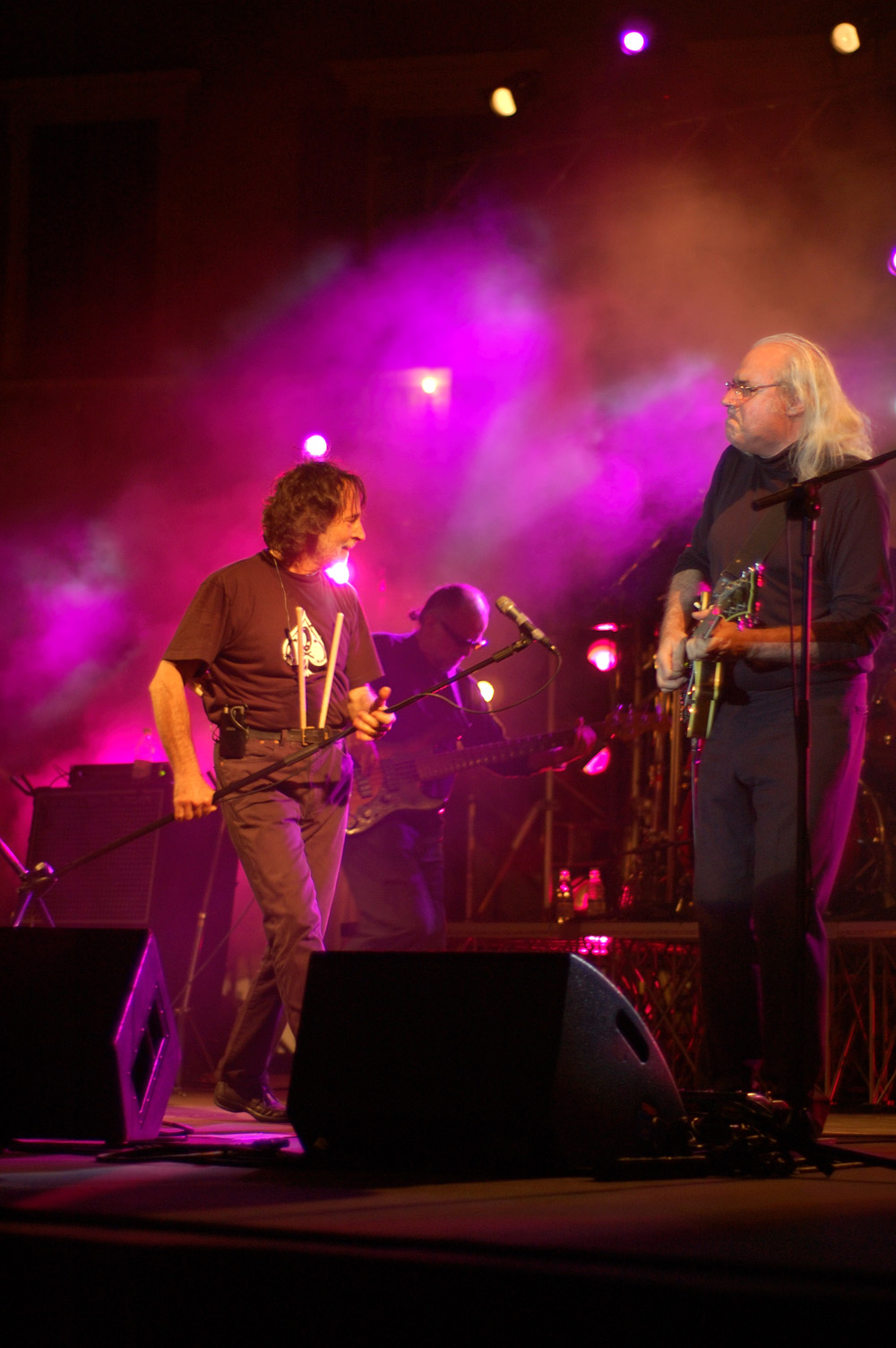
Franz di Cioccio et Franco Mussida, durant un concert de PFM à Modène.

Le groupe se sépare après la parution de Miss Baker en 1987, mais se reforme vers la fin des années 1990. Ulisse est le premier album né de la réunion. En 1997, PFM s'adjoint les services d'un second batteur, Roberto Gualdi, libérant d'autant Franz Di Cioccio pour le chant. Un certain nombre d'albums live paraîtront par la suite comme www.pfmpfm.it (il best), Live in Japan et finalement Piazza del campo, sur lequel Pagani rejoint le groupe le temps d'un spectacle. Serendipity, album studio plus rock qui ne fait pas l'unanimité au sein des amateurs du groupe, et finalement Dracula, un opéra rock et peut-être le meilleur opus de PFM depuis Chocolate Kings et Jet Lag, complètent la production du groupe jusqu'en 2005. 
Au printemps 2006, Flavio Premoli quitte de nouveau PFM où il est remplacé par Gianluca Tagliavini, retour de Lucio Fabbri. À la fin novembre 2006 sort Stati di immaginazione, un ensemble CD/DVD dont on peut dire qu'il fait partie des meilleurs albums de PFM, et qui contient huit pièces instrumentales (seul album du groupe purement instrumental) inspirées de petits films. Le 18 février 2009, il apparaît pour la première fois au festival de Sanremo.

### A.D. 2010 - La buona novella(2010–2016)
En 2010, sort l'album A.D. 2010 - La buona novella, reprise avec de nouveaux arrangements de l'album de Fabrizio De André de 1970, avec le retour de Mauro Pagani. Cette même année, le 9 novembre, PFM participe au festival Prog Exhibition qui se déroule à Rome. Le groupe est à cette occasion aidé par Ian Anderson de Jethro Tull. Cette célébration des quarante ans de la musique progressive donne la matière à un coffret de 7 CD et 4 DVD (les CD 3 et 4 et le DVD 2 reprenant le concert de PFM + Anderson dans son intégralité).
Le 18 février 2011, le groupe participe au 61e festival de Sanremo avec Roberto Vecchioni sur le morceau Chiamami ancora amore. Ils sortent le coffret PFM chante De André (CD + DVD) et le CD A.D. 2010, plus un livret de 16 pages et des photos de Guido Harari. Cette même année débute le projet PFM in Classic, où le groupe reprend à sa manière des compositions classiques de Beethoven, Mozart, Verdi et Rossini (dont ils reprennent déjà l'ouverture de Guillaume Tell en fin de concert, et cela depuis au moins 1974, comme en témoigne l'album live Cook). 
En 2012, sortie du coffret PFM Celebration 1972-2012, fêtant les quarante années du groupe, jouant sur le nom du morceau final de la plupart de leurs concerts : Celebration (ce morceau étant le e'festa original, cela donne à PFM la particularité de souvent terminer ses concerts en jouant deux fois la même pièce),. En parallèle sort le livre Storia di un Minuto - Il primo disco di PFM en 33 tours, retraçant l'histoire de leur premier disque Storia di un minuto écrit par Antonio Oleari et Renzo Stefanel,. 
En juin 2012, Alessandro Scaglione remplace Gianluca Tagliavini, âgé alors de vingt-cinq ans, il possède une formation classique et a déjà collaboré avec PFM pour le projet PFM in Classic. Ce projet aboutit en septembre 2013 avec la sortie de l'album enrichi d'un DVD avec l'orchestre symphonique d'Asti sous la direction de Bruno Santori. En avril 2014, PFM participe à la croisière de rock progressif Cruise to the Edge, où ils partagent l'affiche avec d'autres monuments tels Yes, Marillion, Steve Hackett, UK, Soft Machine Legacy, Strawbs, Renaissance, Stickmen, et Three Friends,.
Le 14 février 2015, au festival de Sanremo, ils jouent Nabucco pour le centenaire de la Première Guerre mondiale (pour l'Italie). Le 15 mars, Franco Mussida, l'un des membres fondateurs, se retire, après quarante-cinq ans dans le groupe, ne pouvant plus marier toutes ses activités dont celle de président de l'Institut musical milanais CPM. Il est remplacé le 30 mars par le guitariste virtuose Marco Sfogli. La partie chant qu'il assumait avec Franz di Cioccio sera, en partie, reprise par Alberto Bravin qui entre dans le groupe comme claviériste et guitariste additionnel. À l'automne 2015 sont prévues une importante tournée nord-américaine et une seconde participation à Cruise to the Edge.

### Emotional Tattoos(depuis 2017)
Après avoir signé un contrat avec le label InsideOut Music en juillet 2017, le groupe annonce et sort un nouvel album, intitulé Emotional Tattoos, le 27 octobre 2017. De la formation originale, il ne reste plus que Di Cioccio. L'album offre uniquement de nouvelles compositions: onze titres déclinés en italien et en anglais, couvrant chacun un CD. Les compositions sont issues des musiciens « historiques » Di Cioccio et Djivas, avec la participation de Sfogli pour sept d'entre eux et de Scagglione pour l'orchestration du morceau initial. Les textes italiens des dix morceaux chantés sont signés Di Cioccio et Gregor Ferretti, tandis que la partie anglaise est assurée principalement par Djivas et Esperide sauf les titres qui sont de la parolière Marva Jan Marrow qui avait déjà collaboré avec PFM.
Les 14 et 15 novembre 2017, débute à Turin et Gênes une tournée mondiale qui se poursuit en 2018, à commencer par l'Amérique, aux côtés notamment de Public Enemy.
En 2021 Roberto Gualdi qui tenait la batterie avec Franz quitte le groupe pour Vecchioni et Alberto Bravin en 2022 s'envole pour l'Angleterre et le groupe Big Big Train.

### Membres actuels
- Franz Di Cioccio – batterie, percussions, chœurs (depuis 1970)
- Patrick Djivas – basse, programmation (depuis 1974)
- Marco Sfogli – guitare (depuis 2015)
- Lucio Fabbri – violon, claviers (1979–1987, depuis 2002)
- Alessandro Scaglione – piano, orgue Hammond, Minimoog, claviers (depuis 2012)

### Anciens membres
- Alberto Bravin – claviers, chœurs (2015-2022)
- Roberto Gualdi – batterie (1999–2002, 2011-2021)
- Franco Mussida – guitare acoustique, guitare électrique, mandoline, chant (1970–2015)
- Flavio Premoli – piano, claviers, Mellotron, synthétiseur, chant (1970–1980, 1997–2005)
- Mauro Pagani – flute, piccolo, violon, chant (1970–1976)
- Giorgio Piazza – basse (1970–1974)
- Bernardo Lanzetti – chant, guitare rythmique (1975–1977)
- Gregory Bloch – violon (1976–1977)
- Walter Calloni – batterie (1982–1987)
- Piero Monterisi – batterie (2002–2010)

## Discographie

### Albums studio
- 1969 : Quelli
- 1972 : Storia Di Un Minuto
- 1972 : Per Un Amico
- 1973 : Photos of Ghosts
- 1974 : L'isola di niente
- 1974 : The World Became the World
- 1975 : Chocolate Kings
- 1977 : Jet Lag
- 1978 : Passpartù
- 1980 : Suonare Suonare
- 1981 : Come Ti Va in Riva alla Città
- 1984 : PFM? PFM!
- 1987 : Miss Baker
- 1997 : Ulisse
- 2000 : Serendipity
- 2005 : Dracula
- 2006 : Stati di Immaginazione (CD + DVD)
- 2010 : A.D. 2010 - La buona novella
- 2013 : PFM in Classic (de Mozart à Celebration (2 CD, 3 LP) (Immaginifica by Aereostella))
- 2017 : Emotional Tatoos
- 2021 : I Dreamed of Electric Sheep - Ho sognato pecore elettriche

### Albums live
- 1974 : Live in U.S.A. (a.k.a. Cook)
- 1980 : Performance
- 1989 : Fabrizio de Andre e PFM in concerto (2 CD set)
- 1996 : 10 anni live 1971-81 (4 CD set)
- 1996 : Absolutely Live 1971-1978 (4 CD set - identique au précédent sauf 4e CD différent)
- 1996 : The Best Of Absolutely Live 1971-1978
- 1998 : A Celebration Live
- 1998 : www.pfmpfm.it (il best) (2 CD set)
- 2002 : Live In Japan (2 CD set)
- 2002 : Live In Japan 2002 (Tokyo) (2 CD set)
- 2004 : PFM + Pagani - Piazza del Campo (2 CD set)
- 2008 : PFM canta De André, Universal  Music/Dischi  Ricordi
- 2011 : Prog Exhibition - 40 ans de « musica immaginifica » (CD 3 et 4 / DVD 2), Aerostella/Immaginifica
- 2012 : Live in Roma, Aerostella/Immaginifica
- 2014 : Un'Isola, Aerostella/Immaginifica
- 2023 : The Event - Live In Lugano, Aerostella/Immaginifica

### Compilations
- 1976 : Prime impressioni
- 1976 : The award-winning Marconi/Bakery
- 1977 : Antologia
- 1988 : L'album di…PFM
- 1993 : I grandi del rock
- 2000 : Pieces from Manticore
- 2001 : Golden Collection
- 2002 : Gli anni settanta

### Disques pirates (à partir d'enregistrements clandestins, la plupart dans des concerts)
- Bobo Club 2000 - enregistré à Modène en 1972
- Impressioni … Vent'Anni Dopo - double CD enregistré à Modène en 1972
- London 1975 CD - enregistré à Londres en 1974/75
- Live in Concert - enregistré live pour la BBC en 1974/75
- Blowing from the Mediterranean - double CD enregistré à Paris en 1975
- Four Holes in the Chocolate - enregistré à Ravenne en 1976
- Anytime, Anywhere - enregistré à Osaka le 25 novembre 1975
- Celebration - enregistré à Tokyo le 29 novembre 1975
- The Far East Experience - enregistré à Osaka, le 25 novembre 1975 et pour la BBC en 1975

### Albums solo
- 1978 : Mauro Pagani - Mauro Pagani
- 1979 : Pagani/Stratos/Tofani - Rock 'n' roll exhibition
- 1979 : Bernardo Lanzetti - K.O.
- 1979 : Bernardo Lanzetti - Bernardo Lanzetti
- 1980 : Lucio Fabbri - Amarena
- 1981 : Mauro Pagani - Sogno di una notte d'estate
- 1981 : Bernardo Lanzetti - Gente nervosa
- 1982 : Bernardo Lanzetti - Bernardo Lanzetti
- 1983 : Franz di Cioccio et Franco Mussida - Attila, flagello di Dio  (soundtrack)
- 1983 : Flavio Premoli - Flavio Premoli
- 1991 : Mauro Pagani - Passa la bellezza
- 1991 : Franco Mussida - Racconti della tenda rossa
- 1992 : Franz di Cioccio - Lupus in fabula
- 1995 : Franco Mussida - Accordo
- 1996 : Flavio Premoli - Variazioni
- 1997 : Bernardo Lanzetti - Cover live
- 1997 : Mauro Pagani - Nirvana (soundtrack)
- 1998 : Bernardo Lanzetti - I sing the voice impossible
- 2003 : Mauro Pagani - Domani
- 2004 : Mauro Pagani - Crêuza de mä

### Vidéos et DVD
- 2002 : Live In Japan 2002 (DVD)
- 2004 : PFM + Pagani - Piazza del Campo (DVD)
- 2006 : Stati di Immaginazione (CD + DVD)